# Clarias hilli
Clarias hilli és una espècie de peix de la família dels clàrids i de l'ordre dels siluriformes.

## Morfologia
Els mascles poden assolir els 19,6 cm de llargària total.

## Distribució geogràfica
Es troba a Àfrica: llac Albert i conca del riu Congo.